# Jeux olympiques de 1908
Les Jeux olympiques de 1908, officiellement nommés Jeux de la IVe olympiade, sont la quatrième édition des Jeux olympiques modernes. Ils ont lieu à Londres au Royaume-Uni du 27 avril au 31 octobre 1908, soit presque six mois. Les Jeux devant se dérouler à Rome sont finalement attribués à la ville anglaise à la suite de l'éruption du Vésuve en 1906 qui dévasta une partie de la région napolitaine, l'Italie préférant investir dans la reconstruction de la région que dans un évènement sportif. Les épreuves sont disputées à Londres et dans d'autres villes du pays telles que Henley-on-Thames et Southampton. La capitale anglaise est choisie en conséquence du déroulement de l'exposition franco-britannique commémorant l'Entente cordiale.
La participation atteint un record de 22 nations et 2 008 athlètes (dont 37 femmes). Ils s'affrontent dans 22 sports et 24 disciplines qui regroupent un total de 110 épreuves. Trois délégations font leurs débuts aux Jeux olympiques : la Finlande (faisant partie de l'Empire russe), l'Empire ottoman et l'Australasie (regroupant l'Australie et la Nouvelle-Zélande sous une seule bannière).
En août 1908 ont lieu les épreuves de motonautisme, en octobre ont lieu celles du hockey sur gazon et de patinage artistique, sports présents aux Jeux olympiques pour la première fois avec le jeu de paume et le jeu de raquettes. Ces deux derniers, avec le motonautisme, feront leurs seules et uniques apparitions aux Jeux olympiques. En juillet, le water-polo est disputé en tant que sport de démonstration.
Pour la première fois de l'histoire des Jeux olympiques, le déroulement aura lieu en quatre phases. Tout d'abord, les « Jeux de printemps » de la fin avril à la mi-juin, regroupant les sports de raquettes et le polo ; ensuite, les « Jeux d’été » en juillet, accueillant la majorité des sports olympiques au programme tels que l’athlétisme, la natation ou la gymnastique ; en troisième lieu, de la fin juillet à la fin août, des « Jeux nautiques », regroupant la voile et l’aviron, sont organisés à l’extérieur de la ville ; et pour finir, les « Jeux d’hiver », quatrième et dernière phase du programme, permettent aux spectateurs de suivre les épreuves de patinage artistique, de boxe et de rugby pendant la deuxième quinzaine du mois d’octobre.
Contrairement à l'édition précédente, les Jeux se déroulent à Londres, une ville importante de l'Europe, ce qui a permis à plus de nations de participer et avec plus d'athlètes, près de 1 500 supplémentaires, et ce pour une raison : le coût du déplacement d'une ville européenne, africaine ou asiatique vers Londres est moins coûteux que le déplacement de ces mêmes villes vers Saint-Louis en Amérique du Nord. Dans les cinq athlètes ayant remporté au moins deux médailles d'or, deux sont américains, deux sont anglais et un est suédois ; les deux autres athlètes ayant remporté au moins deux médailles toutes confondues sont anglais. Les trois nations ayant remporté le plus de médailles sont la Grande-Bretagne avec cent-quarante-six médailles dont cinquante-six en or, les États-Unis avec quarante-sept médailles dont vingt-trois en or et la Suède avec vingt-cinq médailles dont huit en or. Les trois nations les moins médaillées sont l'Autriche avec une médaille de bronze, les Pays-Bas avec deux médailles de bronze et la Bohême avec deux médailles de bronze.

## Désignation de la ville hôte

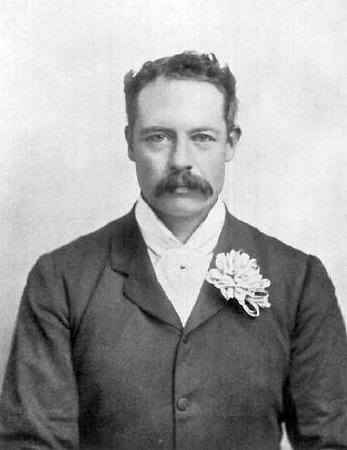
Lord Desborough of Taplow, premier secrétaire de la British Olympic Association (BOA) en 1908.

Les Jeux de Londres sont la cinquième édition des Jeux olympiques de l’ère moderne. Ils font suite aux Jeux olympiques intercalaires de 1906 d’Athènes organisés contre la volonté de Pierre de Coubertin en hommage au dixième anniversaire des Jeux. Le Comité international olympique ne reconnait pas officiellement ces Jeux intermédiaires. Les Jeux olympiques de 1908 furent attribués dans un premier temps à la ville de Rome, au détriment de Milan, Turin et Berlin. Ce choix correspondait aux souhaits de Pierre de Coubertin de privilégier la candidature de la capitale italienne par rapport à celle de l’Empire allemand. Mais l’éruption du Vésuve en avril 1906 remet en cause l’organisation des Jeux olympiques à Rome. En effet, les dégâts considérables occasionnés par cette éruption, notamment dans la ville de Naples, obligent le gouvernement italien à revenir sur son engagement pour des raisons financières dues aux coûts de reconstruction. À la suite de ce forfait, les villes de Berlin et de Londres posent leur candidature. Le 24 novembre 1906, le CIO désigne finalement Londres ville hôte des Jeux de 1908.

## Organisation

### Comité d'organisation

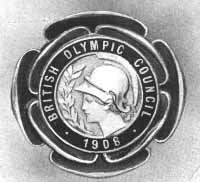
L'emblème du Comité olympique britannique.

Le 19 novembre 1906, le comité national olympique britannique, le British Olympic Association (BOA), désigne Lord Desborough président du comité d’organisation des Jeux de Londres. Il forme rapidement cinq commissions : organisation, finances, programme, hébergement et presse. Vingt-cinq sports sont prévus au programme, mais certaines épreuves sont ensuite supprimées telles que l’équitation ou le golf. Le comité d’organisation décide ensuite d’intégrer les Jeux olympiques dans l'exposition commerciale commémorant l'Entente cordiale entre le Royaume-Uni et la France. Cette initiative permet de bénéficier des synergies des deux évènements. Les principaux sports sont concentrés sur une période de deux semaines afin de ne pas focaliser les regards sur la foire, comme en 1900 et 1904. Les Jeux de Londres sont souvent cités comme étant remarquables d'un point de vue organisationnel étant donné qu'il s'écoule à peine deux ans entre la décision de Londres comme ville hôte et les premiers sports disputés.
Le Comité d'organisation fixe pour les Jeux de Londres la distance du marathon à 42,195 kilomètres. Les 195 mètres étant ajoutés pour rejoindre le château de Windsor à la loge royale du stade de Londres ; depuis, tous les marathons olympiques (et tous les marathons en général) ont cette distance de 42,195 kilomètres, distance officialisée pour les Jeux de 1924. Ce stade est construit dans le quartier de White City, siège du comité. Son coût final est de 85 000 livres et est financé par les recettes du salon et par le BOA. Il est inauguré par le prince de Galles le jour de l’ouverture des Jeux.
C'est la première fois depuis la rénovation des Jeux olympiques par Pierre de Coubertin qu'un stade est spécialement construit pour des Jeux. Le Comité d'organisation instaurera également que les épreuves de natation ne devront pas se dérouler en eau libre et une piscine a également été construite pour l'occasion. C'est également la première fois qu'un Comité d'organisation instaurera un relais en athlétisme qui, durant les Jeux, sera nommé le « relais olympique ».

### Promotion

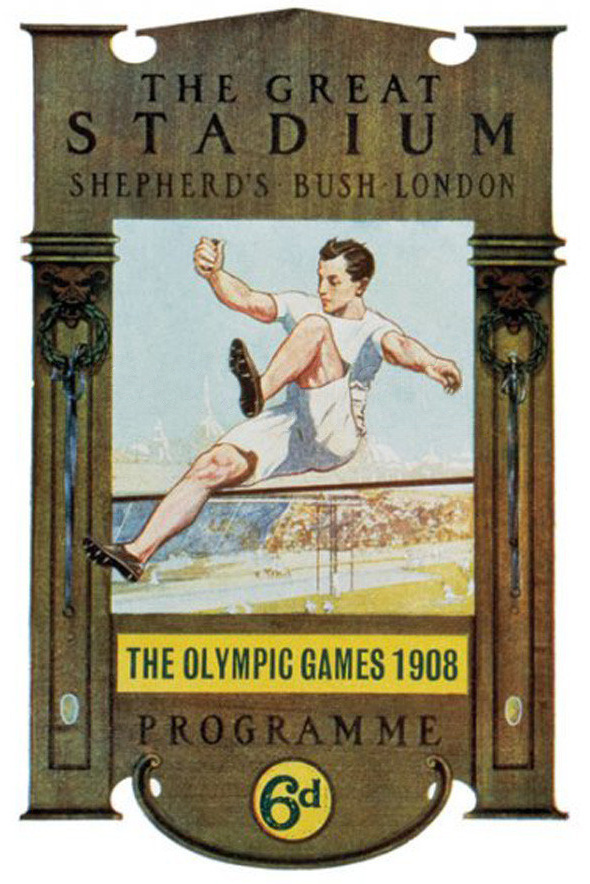
L'affiche officielle des Jeux.

L'affiche officielle devant promouvoir les Jeux représente le stade olympique de Londres, spécialement construit pour l'occasion, le Shepherd's Bush. Au premier plan, une représentation d'un sauteur en hauteur, l'une des épreuves d'athlétisme présentes aux Jeux. Derrière, la piscine, autre bâtiment spécialement conçu pour les Jeux, et une piste cendrée. Cette affiche est en réalité la reproduction conforme de la couverture du programme olympique.

### Programme
Pour la première fois, les Jeux se dérouleront en quatre phases : les « Jeux de printemps », les « Jeux d'été », les « Jeux nautiques » et les « Jeux d'hiver », se déroulant sur presque six mois.
Logiquement, ce sont les « Jeux de printemps » qui se déroulent en premier comprenant quatre sports, principalement des sports de raquette. Les épreuves de tennis ouvriront les Jeux de printemps mais la cérémonie d'ouverture n'aura pas lieu à ce moment-là. Le 21 juin, c'est le polo qui clôturera ces Jeux, sans cérémonie de clôture.
| Jeu de paume     | 18–23 mai et 28 mai  |
| Jeu de raquettes | 27 avril             |
| Polo             | 18-21 juin           |
| Tennis           | 6–9 mai et 11–14 mai |

Viennent ensuite les « Jeux d'été », comprenant les sports principaux des Jeux olympiques de 1908. Ces Jeux comprennent la cérémonie d'ouverture officielle des Jeux olympiques, le 13 juillet, ainsi que la cérémonie de clôture officielle, le 25 juillet. Les épreuves de tennis, bien que faisant partie de la phase des « Jeux de printemps », sont présentes dans le programme des « Jeux d'été » avec des épreuves se déroulant avant et après la cérémonie d'ouverture ; le problème se rencontre aussi pour les épreuves de tir qui ne font pas partie des « Jeux de printemps » mais se déroulent en même temps que celles du tennis et avant la cérémonie d'ouverture.
Ce sont douze sports qui seront pratiqués pour les Jeux dont dix qui le seront entre la cérémonie d'ouverture et la cérémonie de clôture. Des épreuves de tennis ont lieu également entre les deux cérémonies mais ont débuté avant la cérémonie d'ouverture.
| Jeux d'été            | Jeux d'été | Jeux d'été | Jeux d'été | Jeux d'été | Jeux d'été | Jeux d'été | Jeux d'été | Jeux d'été | Jeux d'été | Jeux d'été | Jeux d'été | Jeux d'été | Jeux d'été | Jeux d'été | Jeux d'été | Jeux d'été | Jeux d'été | Jeux d'été | Jeux d'été | Jeux d'été |
| Juillet               | 06         | 07         | 08         | 09         | 10         | 11         | 12         | 13         | 14         | 15         | 16         | 17         | 18         | 19         | 20         | 21         | 22         | 23         | 24         | 25         |
| --------------------- | ---------- | ---------- | ---------- | ---------- | ---------- | ---------- | ---------- | ---------- | ---------- | ---------- | ---------- | ---------- | ---------- | ---------- | ---------- | ---------- | ---------- | ---------- | ---------- | ---------- |
| Cérémonie d'ouverture |            |            |            |            |            |            |            |            |            |            |            |            |            |            |            |            |            |            |            |            |
| Athlétisme            |            |            |            |            |            |            |            |            | •          | •          | •          | •          | •          |            | •          | •          | •          | •          | •          | •          |
| Cyclisme              |            |            |            |            |            |            |            |            | •          | •          | •          | •          | •          |            |            |            |            |            |            |            |
| Escrime               |            |            |            |            |            |            |            |            |            |            |            |            |            |            |            |            |            | •          | •          |            |
| Gymnastique           |            |            |            |            |            |            |            |            |            | •          | •          |            |            |            |            |            |            |            |            |            |
| Lutte                 |            |            |            |            |            |            |            |            |            |            |            |            |            |            | •          |            | •          | •          | •          | •          |
| Natation              |            |            |            |            |            |            |            |            |            |            | •          | •          | •          |            | •          |            |            |            | •          | •          |
| Plongeon              |            |            |            |            |            |            |            |            |            |            |            |            | •          |            |            |            |            |            | •          |            |
| Tennis                |            |            |            |            |            |            |            |            |            | •          |            |            |            |            |            |            |            |            |            |            |
| Tir                   |            |            |            | •          |            | •          |            |            |            |            |            |            |            |            |            |            |            |            |            |            |
| Tir à l'arc           |            |            |            |            |            |            |            |            |            |            |            |            | •          |            | •          |            |            |            |            |            |
| Tir à la corde        |            |            |            |            |            |            |            |            |            |            |            |            | •          |            |            |            |            |            |            |            |
| Water-polo            |            |            |            |            |            |            |            |            |            |            |            |            |            |            |            |            | •          |            |            |            |
| Cérémonie de clôture  |            |            |            |            |            |            |            |            |            |            |            |            |            |            |            |            |            |            |            |            |
| Juillet               | 06         | 07         | 08         | 09         | 10         | 11         | 12         | 13         | 14         | 15         | 16         | 17         | 18         | 19         | 20         | 21         | 22         | 23         | 24         | 25         |
| • = Jour de finale    |            |            |            |            |            |            |            |            |            |            |            |            |            |            |            |            |            |            |            |            |

Les « Jeux nautiques » sont la plus courte des quatre phases composant les Jeux. Ils ont lieu entre le 27 juillet et le 29 août, avec les épreuves de voile, d'aviron et, pour la première et seule apparition à des Jeux olympiques, le motonautisme.
| Voile        | 27–29 juillet et 11–12 aout |
| Aviron       | 28–31 juillet               |
| Motonautisme | 28–29 aout                  |

Pour terminer les Jeux, six sports seront disputés durant la dernière phase, les « Jeux d'hiver », se déroulant en octobre et donc en automne ; le seul sport d'hiver compris dans ces Jeux est le patinage artistique, qui fait sa première apparition aux Jeux olympiques. Les Jeux ont lieu du 19 au 31 octobre. Le hockey sur gazon est le dernier sport à être joué pour les Jeux olympiques de 1908.
| Jeux d'hiver        | Jeux d'hiver | Jeux d'hiver | Jeux d'hiver | Jeux d'hiver | Jeux d'hiver | Jeux d'hiver | Jeux d'hiver | Jeux d'hiver | Jeux d'hiver | Jeux d'hiver | Jeux d'hiver | Jeux d'hiver | Jeux d'hiver |
| Octobre             | 19           | 20           | 21           | 22           | 23           | 24           | 25           | 26           | 27           | 28           | 29           | 30           | 31           |
| ------------------- | ------------ | ------------ | ------------ | ------------ | ------------ | ------------ | ------------ | ------------ | ------------ | ------------ | ------------ | ------------ | ------------ |
| Boxe                |              |              |              |              |              |              |              |              | •            |              |              |              |              |
| Crosse              |              |              |              |              |              | •            |              |              |              |              |              |              |              |
| Football            |              |              |              |              |              | •            |              |              |              |              |              |              |              |
| Hockey sur gazon    |              |              |              |              |              |              |              |              |              |              |              |              | •            |
| Patinage artistique |              |              |              |              |              |              |              |              |              |              | •            |              |              |
| Rugby               | •            |              |              |              |              |              |              |              |              |              |              |              |              |
| Octobre             | 19           | 20           | 21           | 22           | 23           | 24           | 25           | 26           | 27           | 28           | 29           | 30           | 31           |
| • = Jour de finale  |              |              |              |              |              |              |              |              |              |              |              |              |              |

22 sports et 110 épreuves composent le programme des Jeux olympiques de 1908. Après avoir été en démonstration, le football fait son apparition officielle. Le Hockey sur gazon et le patinage artistique sont les deux disciplines nouvelles de ces Jeux de Londres. Après leur absence en 1904, le polo, le rugby, le tir et la voile composent à nouveau le programme olympique. Le golf, l'haltérophilie et la roque ne sont pas retenues par les organisateurs.
| - Athlétisme (26) - Aviron (4) - Boxe (5) - Cyclisme (6) - Crosse (1) - Escrime (4) - Football (1) - Gymnastique (2) - Hockey sur gazon (1) | - Jeu de paume (1) - Jeu de raquettes (2) - Lutte (9) - Lutte à la corde (1) - Motonautisme (3) - Patinage artistique (4) - Polo (1) - Rugby (1) | - Sports aquatiques Natation (6) Plongeon (2) Water-polo (1) - Tennis (6) - Tir (15) - Tir à l'arc (3) - Voile (4) |

### Participants

#### Sportifs
Selon les chiffres du CIO, 2 008 athlètes dont 37 femmes participent aux Jeux de Londres alors qu'ils étaient 651 dont 6 femmes aux Jeux de 1904 à Saint-Louis. Les athlètes sont majoritairement européens.

#### Délégations

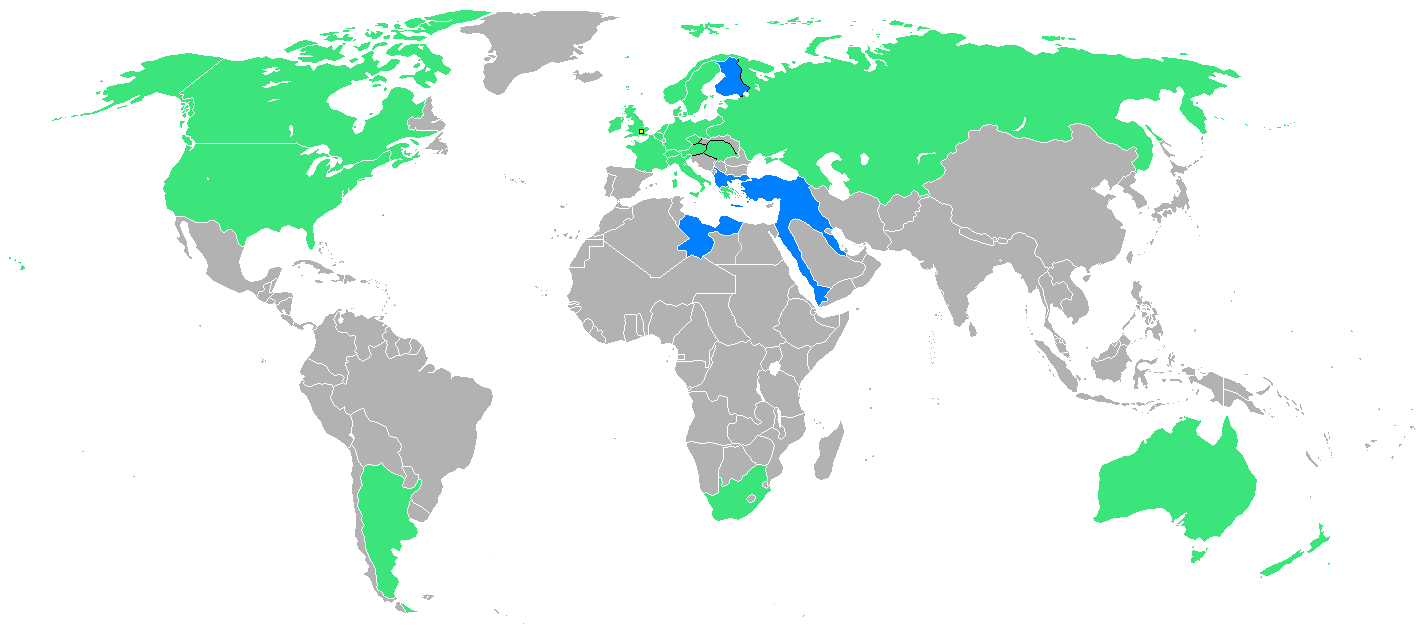
Pays participants en 1908.
Pays participant pour la première fois.
Pays ayant déjà participé.

L'Autriche, la Bohême et la Hongrie concourent séparément bien que faisant partie de l'Empire austro-hongrois. 25 athlètes d'Australie et de Nouvelle-Zélande sont réunis sous la bannière de Australasie, équipe ayant créé un drapeau spécialement pour cet événement. La Russie accepte la participation d'une délégation finlandaise indépendante à condition que cette dernière défile sous le drapeau russe (la Finlande était alors un Grand-duché de l'Empire russe jusqu'en 1917). La présence d'un concurrent turc est en question mais n'est pas repris dans le rapport du Comité international olympique, au contraire de la participation d'un athlète argentin.
22 nations et 2 008 athlètes participent par conséquent aux Jeux olympiques de 1908. 37 femmes concourent à leurs seules épreuves réservées : le tir à l'arc, le patinage artistique, la voile et le tennis.
La Grande-Bretagne, qui présente d'ailleurs plus d'un tiers des engagés, a disputé certaines compétitions comme une nation unique et d'autres divisées en plusieurs nations concurrentes. Par exemple, la Grande-Bretagne participe à la compétition de football mais, en hockey sur gazon, l'Angleterre est championne olympique devant l'Irlande tandis que l'Écosse et le Pays de Galles remportent une médaille de bronze.
| Afrique               | Amériques                                        | Asie                 | Europe | Océanie          |
| - Afrique du Sud (14) | - Argentine (1) - Canada (88) - États-Unis (122) | - Empire ottoman (1) | - Allemagne (81) - Autriche (7) - Belgique (77) - Bohême (19) - Danemark (78) - France (215) - Grande-Bretagne (737) - Grèce (20) - Finlande (65) - Hongrie (66) - Italie (67) - Norvège (68) - Pays-Bas (118) - Russie (6) - Suède (172) - Suisse (1) | Australasie (29) |
| 1 pays                | 3 pays                                           | 1 pays               | 16 pays | 1 pays           |

### Médailles, diplômes et badges
Les médailles olympiques des Jeux de Londres présentent, sur l'avers, deux femmes coiffant d'une couronne de laurier un athlète victorieux ; sur la moitié inférieure est gravé « OLYMPIC GAMES LONDON 1908 ». Sur le revers est représenté saint Georges, patron de l'Angleterre. Sa légende en fait un saint combattant qui terrassa un dragon pour délivrer une princesse. Les médailles, dessinées par Bertram Mackennal, ont un diamètre de 33 millimètres et sont frappées par la maison Vaughton & Sons. Il était prévu que chaque médaille des Jeux olympiques à venir présente les mêmes gravures que celles des Jeux de Londres ; mais il en fut décidé autrement.
Des badges sont spécialement conçus pour l'occasion, dont le principal porte l'inscription : « OLYMPIC GAMES LONDON 1908 - GREAT BRITAIN ».

Les huit meilleurs sportifs de chaque épreuve reçoivent un diplôme olympique portant, au milieu, l'inscription « OLYMPIC GAMES - LONDON - 1908 », et, juste en dessous : « DIPLOMA » et « OF MERIT ».

Médailles, diplômes et badges
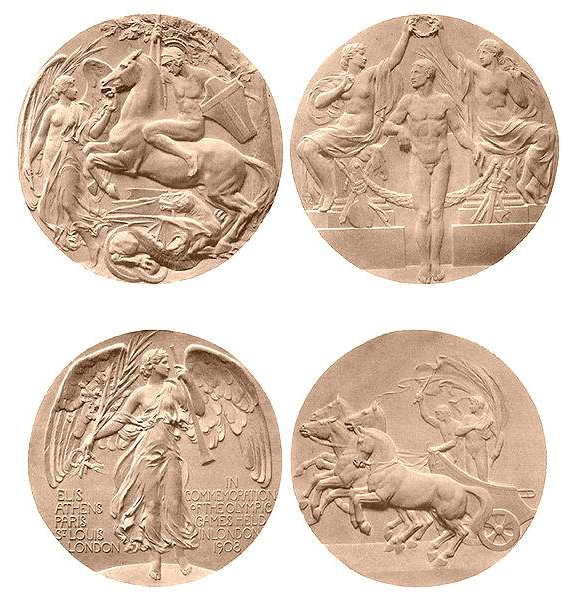
Gravures présentes sur les médailles en or, en argent et en bronze pour les Jeux.
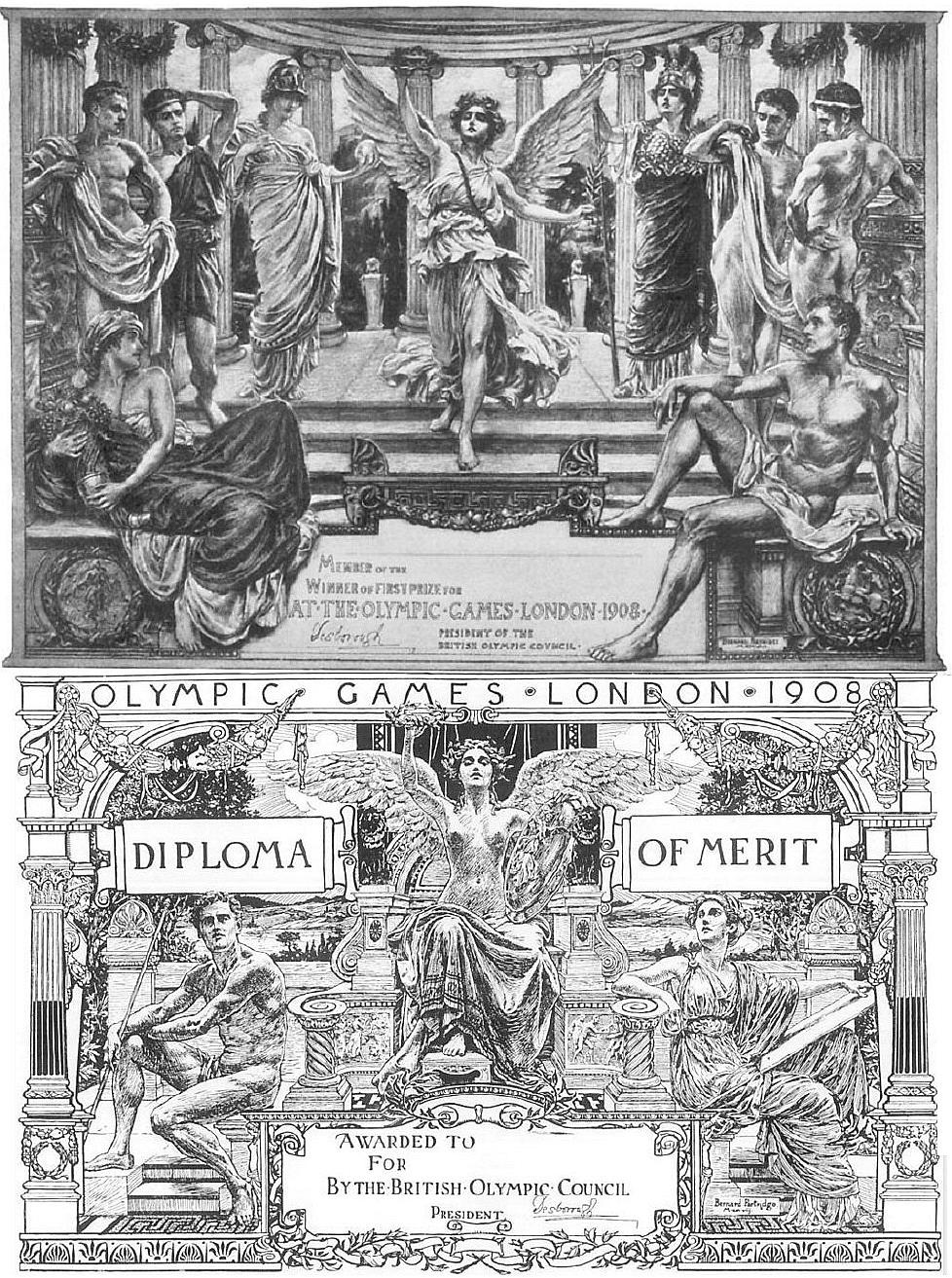
Le diplôme olympique des Jeux.
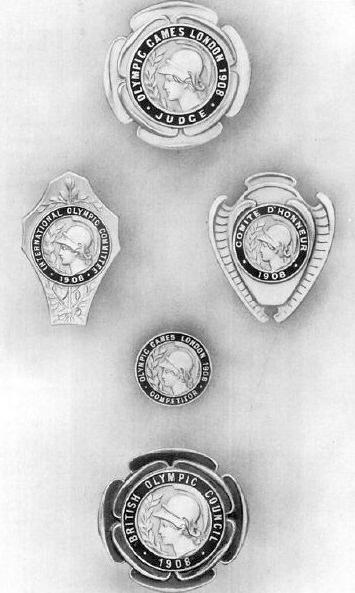
Les badges officiels des Jeux.

## Sites

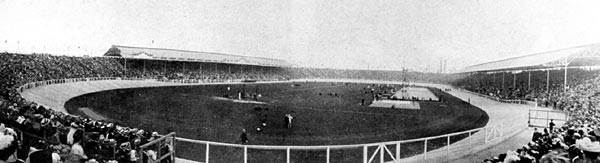
Le White City Stadium.

Le White City Stadium, énorme stade multifonctionnel, est construit à Shepherd's Bush, dans l'ouest de Londres en 10 mois. D’une capacité de 68 000 places assises plus 23 000 places debout, le stade olympique dispose d'une piste cycliste en béton de 666 mètres à l'intérieur de laquelle est inscrite une piste d'athlétisme de 536 mètres (1/3 de mile). Face à la tribune principale est creusée une piscine dotée d'un plongeoir. Le stade olympique accueille par ailleurs les épreuves de tir à l’arc, de hockey sur gazon, de football, de crosse, de lutte, de rugby et de gymnastique.
Les autres épreuves sportives ont été organisées sur des installations existantes. À l’ouest de Londres, le Club d’Hurlingham accueille les compétitions de polo et de jeu de raquettes. Les matchs de jeu de paume sont disputés au Queen’s club, ceux de tennis à Wimbledon. Les concours de tir sont répartis sur deux sites : Bisley et Harrow. Les régates d’aviron se déroulent sur le parcours traditionnel Henley Royal, sur la Tamise, à Henley-on-Thames. Les sites maritimes de Solent proches de l’île de Wight et du Firth of Clyde sur la côte écossaise accueillent les compétitions de voile. Le motonautisme est disputé à Southampton. La salle de sport du Northampton Institute est le lieu des épreuves de patinage artistique. Pour la première fois, une enceinte sportive possède une glace artificielle.

## Déroulement

### Cérémonie d'ouverture

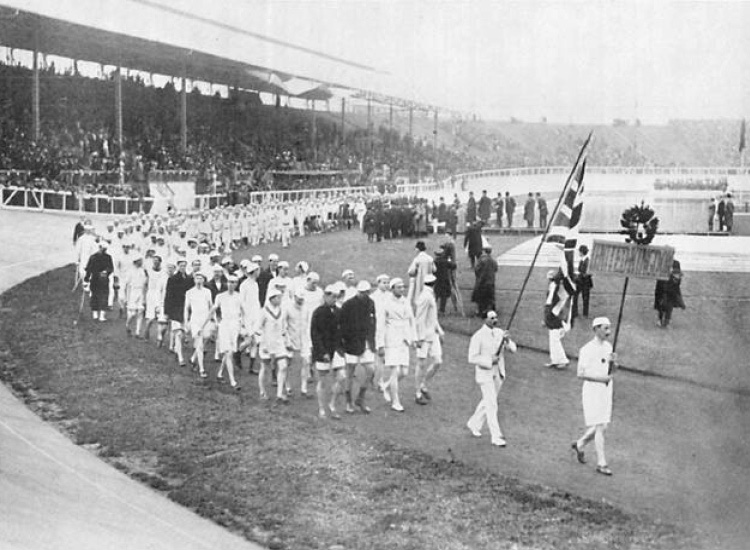
L'équipe de Grande-Bretagne à la cérémonie d'ouverture.

Les compétitions sportives ont débuté le 27 avril sans cérémonial particulier. La cérémonie d’ouverture officielle a lieu le 13 juillet 1908 dans le Stade olympique. La famille royale britannique, les princes héritiers de Grèce et de Suède, le Maharajah du Népal ainsi que de nombreux membres de l’aristocratie britannique assistent à l’évènement. Pour la première fois, les différentes délégations défilent derrière leurs drapeaux. Les 22 nations pénètrent dans l’enceinte olympique par ordre alphabétique (la coutume qui veut que la Grèce entre en premier n'apparait qu'en 1928). Les athlètes se présentent dans leurs tenues de sports habituelles, les militaires de carrière de l’équipe du Royaume-Uni portent l’uniforme.
Chaque délégation est précédé d’un porte-drapeau, excepté la Finlande à qui la Russie, sa suzeraine, a refusé le droit d'arborer son drapeau. Les athlètes finlandais refusent de défiler derrière le drapeau russe : ils défilent à part, sans drapeau. Les athlètes suédois ne défilent pas du tout : leur drapeau a été oublié. Le porte-drapeau américain refuse de baisser son drapeau au passage du souverain britannique, le roi Édouard VII, déclarant que la bannière étoilée ne s'inclinait devant aucun monarque temporel.
Après le défilé, le roi Édouard VII se lève de sa loge et déclare les Jeux olympiques de Londres ouverts. La cérémonie s’achève par le God Save the King joué par la fanfare royale britannique.
La première semaine de compétitions des « Jeux d'été », les principaux, après le 13 juillet, se déroule sous une pluie battante. Les spectateurs manquent à l'appel et le comité d'organisation, une entreprise privée, commence à douter pouvoir rentrer dans ses frais. Il annule d'ailleurs un certain nombre d'animations parallèles (soirées ou excursions) pour limiter les dépenses et finit par faire une souscription. Le prix des tickets (une guinée) a aussi peut-être dissuadé une partie des spectateurs potentiels. La seconde semaine des Jeux d'été, le soleil est revenu et, avec la baisse des droits d'entrée, les spectateurs ont été plus nombreux aussi. Le stade accueille les 60 000 spectateurs prévus.
L'évêque de Pennsylvanie prononce à la cathédrale Saint-Paul la fameuse maxime « L'important dans la vie ce n'est point le triomphe, mais le combat, l'essentiel ce n'est pas d'avoir vaincu mais de s'être bien battu ».
Les juges qui supervisent les compétitions sont tous britanniques,.

### Épreuves

#### Athlétisme

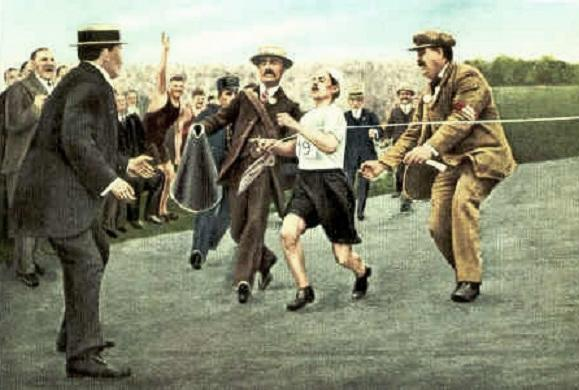
Le marathonien italien Dorando Pietri disqualifié après son arrivée.

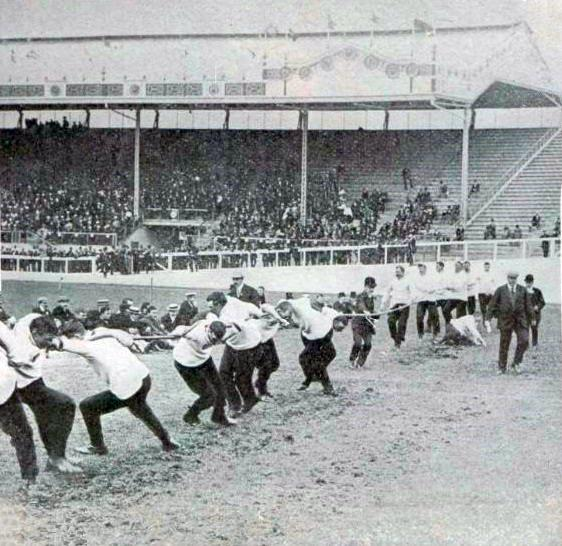
Finale de tir à la corde, victoire de la City Police sur la Liverpool Police.

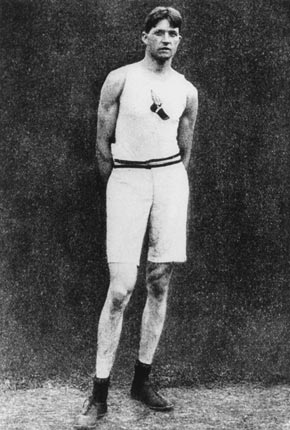
Ray Ewry, dix fois médaillé d'or aux Jeux olympiques en athlétisme, sur trois olympiades.

Les compétitions d'athlétisme aux Jeux olympiques de 1908 se composent de 26 épreuves. L'affrontement entre la Grande-Bretagne et les États-Unis tourne à l'avantage des seconds qui remportent 16 titres au total. Cette rivalité fut entretenue par de nombreuses protestations envers les Américains et par des décisions des arbitres britanniques jugées non neutres. Quatre records du monde et quatre records olympiques sont battus lors de ces Jeux. Le relais et le javelot sont de nouvelles disciplines au programme alors que le poids du disque masculin est définitivement fixé à 2 kilos.
La piste d'athlétisme n'était pas encore divisée en couloirs délimités. Aussi, la finale du 400 mètres est l'une des courses les plus controversées de l’histoire olympique. Trois coureurs américains et un britannique s'affrontent. Les organisateurs ont prévu des difficultés et ont placé des juges-arbitres supplémentaires tout autour de la piste. Le vainqueur, l'Américain John Carpenter (en), est accusé d'avoir gêné le Britannique Wyndham Halswelle dans le sprint final alors qu'ils étaient au coude à coude. La foule marque son mécontentement par des huées. La discussion dure entre juges et représentants de la délégation américaine. Finalement, Carpenter est disqualifié pour avoir gêné son adversaire et lui avoir donné un coup de coude. Il est aussi décidé de faire recourir l'épreuve deux jours plus tard. Wyndhamm Halswelle court seul cette seconde course, dans le temps de 50 s, les deux autres concurrents, de même nationalité que John Carpenter, ayant déclaré forfait en signe de protestation et de soutien à l'égard de leur compatriote. Afin d'éviter tout nouvel incident, les organisateurs décident ensuite de diviser la piste en couloirs délimités par des cordes.
La distance du marathon est définitivement fixée, la famille royale désirant que la course démarre du château de Windsor pour se terminer face à la loge royale dans le stade olympique. Cette distance a donc été mesurée précisément (42,195 kilomètres) et est devenue la distance officielle du marathon. Lors de cette épreuve de 1908, l’italien Dorando Pietri s'effondre d’épuisement dans les derniers mètres alors qu'il mène la course, si bien que quelques officiels l'aident à franchir la ligne d'arrivée. Cet épisode lui vaut une disqualification pour « aide extérieure ». Pietri fut transporté à l'hôpital et resta de longues heures entre la vie et la mort. La reine Alexandra, touchée par son effort, lui remet un trophée spécial identique à celui du vainqueur, l’Américain Johnny Hayes. Quatre mois plus tard, une revanche fut organisée entre les deux hommes et tourna à l’avantage de l’Italien.
Le héros de ces Jeux de Londres est l’Américain Melvin Sheppard qui remporte trois titres olympiques : le 800 mètres, le 1 500 mètres et le relais olympique (200 mètres + 200 mètres + 400 mètres + 800 mètres) avec ses coéquipiers américains. Sur son titre du 800 mètres, Sheppard bat le record du monde de la distance en 1 min 52 s 8. Au lancer du marteau, son compatriote John Flanagan remporte l'épreuve pour la troisième fois consécutive. Il s'agit du premier triplé de l'histoire. Ray Ewry décroche ses septième et huitième médailles individuelles de sa carrière en remportant les épreuves du saut en longueur et en hauteur sans élan. Le triomphe américain se poursuit par la médaille d’or du saut à la perche remportée conjointement par Edward Cooke et Alfred Gilbert avec un saut de 3,71 mètres. Les juges refusent de les départager en leur accordant des essais supplémentaires.

#### Aviron
Les quatre épreuves d'aviron ont lieu du 28 au 31 juillet à Londres. C'est la troisième fois que des épreuves d'aviron sont présentes à des Jeux olympiques. Ce sont cinq nations qui se partagent les seize médailles, la Grande-Bretagne en gagne la moitié dont quatre en or, soit toutes les médailles d'or des épreuves d'aviron. La seule nation qui remporte une médaille d'argent est la Belgique, les trois autres étant remportées par la Grande-Bretagne. Deux médailles de bronze ont été données pour toutes les épreuves, ce qui fait qu'il y a eu quatre médailles en or, quatre en argent mais huit en bronze.

#### Boxe
Les cinq épreuves de boxe ont lieu le 27 octobre au Northampton Institue in Clerkenwell de Londres et sont disputées par 42 participants de quatre nations. C'est la deuxième apparition des épreuves de boxe aux Jeux olympiques.
Les boxeurs anglais gagnent 14 des 15 médailles à gagner, seule l'Australasie remporte une des médailles, celle d'argent, pour l'épreuve des poids moyens, grâce au boxeur australien Reginald Baker.

#### Crosse
L'épreuve de crosse a lieu le 24 octobre à Londres et est disputée par deux équipes représentant chacune une nation. C'est la deuxième apparition de ce sport aux Jeux olympiques.
Le Canada remporte l'or face à l'équipe anglaise. Une équipe sud-africaine devait jouer mais déclara forfait avant le début de l'épreuve.

#### Cyclisme
Les sept épreuves de cyclisme ont lieu à Londres. La Grande-Bretagne remporte cinq médailles en or, la France une. Cinq nations remportent au moins une médaille. Dans le tableau des médailles des Jeux, il manque trois médailles, une en or, une en argent et une en bronze, simplement parce qu'aucune médaille n'a été décernée pour l'épreuve de vitesse individuelle.

#### Escrime
Les quatre épreuves d'escrime ont lieu du 17 au 24 juillet dans le White City Stadium de Londres.
Six nations remporteront au moins une médaille ; la France en gagne quatre dont deux en or. Cette nation crée l'exploit à l'épreuve d'épée individuelle en gagnant les trois médailles. La Grande-Bretagne ne remporte qu'une seule médaille, en argent, pour l'épreuve d'épée par équipes, devant l'équipe belge et derrière l'équipe française. Les hongrois quant à eux excellent dans les deux épreuves de sabre pour lesquelles ils remportent deux médailles d'or et une médaille d'argent. Les deux meilleurs escrimeurs sont le français Gaston Alibert et le hongrois Jenő Fuchs, qui remportent chacun deux médailles en or.
La Coupe du Challenge International d'escrime est présentée aux Jeux pour la première fois.

#### Football
L'épreuve de football a lieu du 19 au 24 octobre dans le White City Stadium de Londres et est disputée par six nations. C'est la troisième édition du football aux Jeux mais la première édition officielle réunissant des sélection nationales. Les deux précédentes, celles de 1900 et 1904, concernaient des clubs et sélections locales et ne sont pas reconnues par la FIFA. L'épreuve se déroule lors des « Jeux d'hiver », c'est-à-dire après la cérémonie de clôture des Jeux.
La sélection anglaise permet à la Grande-Bretagne de remporter ce premier titre. Le Danemark et les Pays-Bas obtiennent respectivement les médailles d'argent et de bronze. Le meilleur buteur, avec 11 buts inscrits durant le tournoi, est le Danois Sophus Nielsen. La France est représentée par deux équipes (A et B) qui sont toutes les deux corrigées par le Danemark.
Le Challenge Trophy fait sa première apparition et sera présent jusqu'aux Jeux olympiques de 1920 à Anvers.

#### Gymnastique
Les deux épreuves de gymnastique ont lieu à Londres et sont disputées par 327 participants. L'italien Alberto Braglia remporte la médaille d'or au concours général individuel suivi de l'anglais Walter Tysall. Le français Louis Ségura remporte la médaille de bronze. Pour l'épreuve du concours par équipes, ce sont les nations scandinaves qui dominent avec l'équipe suédoise pour l'or, la norvégienne pour l'argent et la finlandaise pour la médaille de bronze.

#### Hockey sur gazon
L'épreuve de hockey sur gazon a lieu du 29 au 31 octobre dans le White City Stadium de Londres et est disputée par six équipes de onze joueurs de trois nations. C'est la première fois qu'une épreuve de hockey sur gazon est disputée à des Jeux olympiques.
Six équipes sont présentes alors qu'il n'y a que trois nations à se disputer le podium parce que la nation de Grande-Bretagne est divisée en quatre équipes. Ainsi, six équipes se disputent trois médailles, les équipes anglaise, irlandaise, écossaise, galloise, allemande et française. Ces deux dernières terminent respectivement cinquième et sixième tandis que les quatre premières terminent respectivement première, deuxième et troisième pour les équipes écossaise et galloise. C'est l'anglais Reginald Pridmore qui est meilleur buteur.

#### Jeu de paume (Longue paume)
L'épreuve du longue paume a lieu du 18 au 28 mai dans le quartier londonien de West Kensington. C'est la première et seule édition du jeu de paume aux Jeux olympiques.
Il n'y avait que des joueurs anglais si ce n'est deux américains, Jay Gould Il et Charles Sands. C'est d'ailleurs Jay Gould Il qui remporte la médaille d'or devant deux anglais. Le jeu de paume ne rencontre pas un franc succès.

#### Jeu de raquettes
L'épreuve masculine du jeu de raquettes a lieu à Londres. C'est la première et unique édition de l'histoire des Jeux olympiques. Tout comme le jeu de paume, le jeu de raquettes n'a pas connu un franc succès avec seulement 58 places réservées. La Grande-Bretagne remporte toutes les médailles, au nombre de sept, dont deux en or, deux en argent et trois en bronze, l'épreuve des rackets simple hommes offrant deux médailles de bronze. C'est Evan Noel qui l'emporte après que son adversaire, Henry Leaf, s'est blessé à la main.

#### Lutte
Les neuf épreuves de lutte ont lieu du 20 au 25 juillet dans le White City Stadium de Londres et sont disputées par 115 participants de 15 nations.
Aucun athlète du pays hôte ne remporte de médaille pour la discipline de lutte gréco-romaine hommes ; les douze médailles sont réparties entre des lutteurs italiens, suédois, finlandais, hongrois, russes et danois. Au contraire, pour la discipline de lutte libre hommes, ce sont principalement des anglais qui remportent les médailles ; quinze médailles sont à se partager dont onze sont remportées par la Grande-Bretagne, les autres nations ayant remporté des médailles étant les États-Unis, le Canada et la Norvège. C'est avec onze médailles dont trois en or que les anglais arrivent en tête du tableau des médailles pour ce sport, suivis par les américains avec deux médailles en or et les finlandais avec une médaille de chaque.

#### Motonautisme
Les trois épreuves de motonautisme ont lieu les 28 et 29 août au Southampton Water, à Southampton, et sont disputées par treize participants de deux nations. C'est la première et unique fois qu'un sport motorisé aquatique est pratiqué officiellement aux Jeux olympiques. C'est donc la seule et unique apparition du motonautisme aux Jeux olympiques.
Les épreuves sont réparties selon la longueur de l'engin. La Grande-Bretagne remporte deux médailles, en or, et la France une seule, en or également. Aucune autre médaille n'est décernée alors qu'il devait y en avoir sept, mais cinq coureurs de motonautisme n'ont pas terminé les différentes courses.

#### Natation
Les six épreuves de natation ont lieu du 13 au 15 juillet dans le White City Stadium de Londres et sont disputées par 101 participants sur 139 engagés pour 14 nations.
Pour l'épreuve du 100 mètres nage libre, l'américain Charles Daniels, déjà connu aux Jeux de 1904, remporte la médaille d'or en une minute et 5,6 secondes, établissant un nouveau record du monde et olympique. Il est suivi de près par le hongrois Zoltan von Halmay, lui aussi connu du public pour les Jeux précédents, et par le suédois Harald Julin qui remporte la médaille de bronze.
L'anglais Henry Taylor établit également un record olympique pour le 400 mètres nage libre en cinq minutes et 36,8 secondes, devant l'australien, nageant sous la bannière de l'Australasie, qui remporte l'argent, et l'autrichien Otto Scheff qui remporte le bronze.
Deux nouveaux records, un mondial et un olympique, sont de nouveau établis par le champion du 400 mètres pour l'épreuve du 1 500 mètres nage libre en 22 minutes et 48,4 secondes, devant l'anglais Thomas Battersby et l'australien Frank Beaurepaire qui remporte non pas la médaille d'argent comme au 400 mètres mais celle de bronze. L'autrichien médaillé du 400 mètres, quant à lui, termine quatrième à la finale après un abandon.
Toujours dans les records, c'est cette fois l'anglais Frederick Holman qui bat un record mondial et olympique en trois minutes et 9,2 secondes pour le 200 mètres brasse. Il sera suivi par son confrère William Robinson et le suédois Pontus Hansson.
Au 100 mètres dos, c'est l'allemand Arno Bieberstein qui assure un nouveau record olympique en un temps d'une minute et 24,6 secondes, suivi pour la médaille d'argent par le danois Ludvig Dam et, pour le bronze, par l'anglais Herbert Haresnape.
L'équipe anglaise réalisera un double record, mondial et olympique, au relais 4 fois 200 mètres nage libre, soit le 800 mètres par équipe, en dix minutes et 55,6 secondes devant l'équipe hongroise et américaine.
Une coupe, la Coupe Brunetta, fut mise en jeu pour récompenser un nageur du 1 500 mètres nage libre s'étant particulièrement distingué ; elle fut remise à l'anglais Henry Taylor. La Grande-Bretagne remporte sept des dix-huit médailles dont quatre en or et est suivie au classement par les américains qui ont décroché deux médailles, une en or et une en bronze, suivi par l'Allemagne qui ne remporta qu'une médaille, celle en or du 100 mètres dos.

#### Patinage artistique

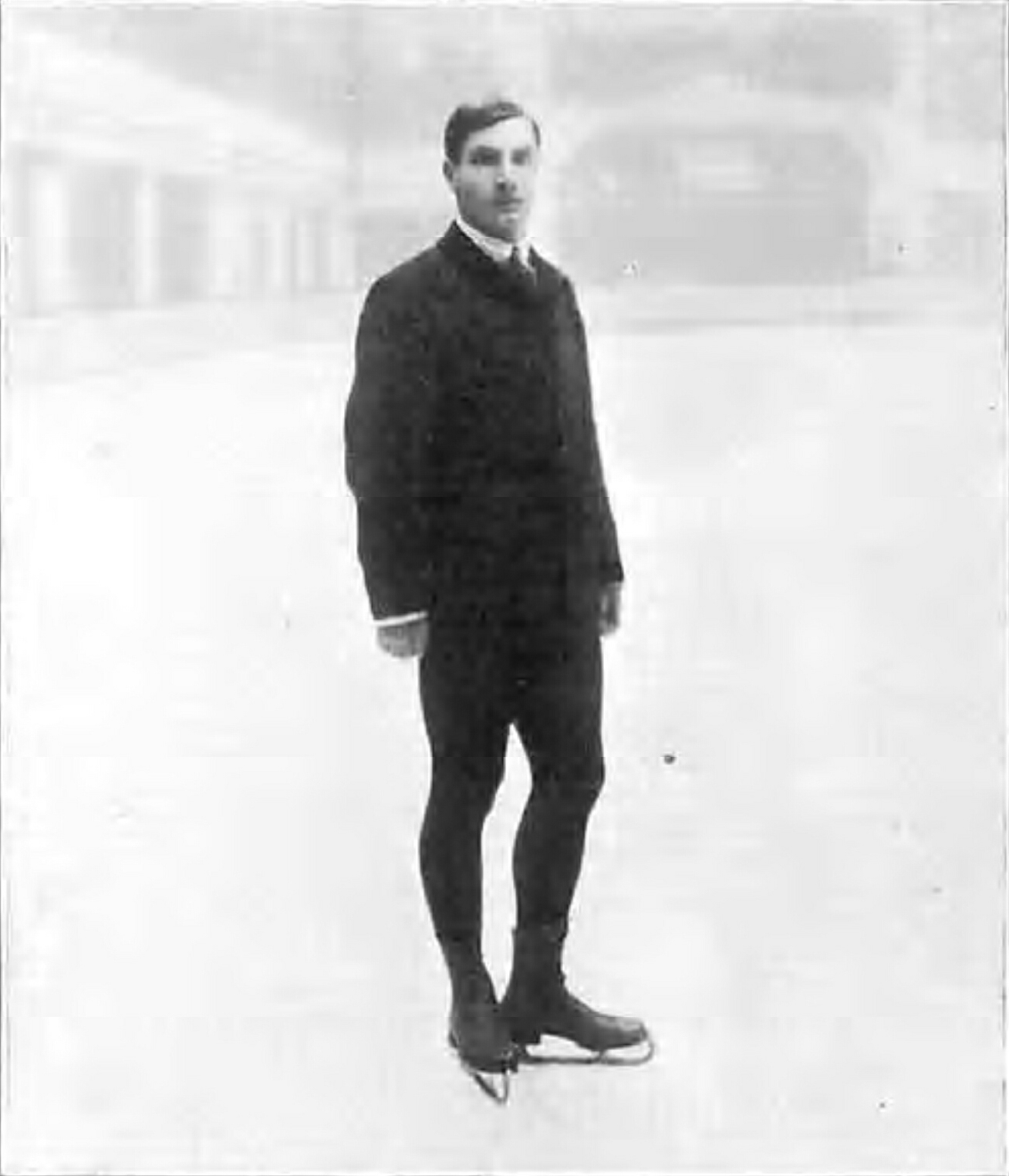
Le suédois Ulrich Salchow au patinage artistique en 1908.

Les quatre épreuves de patinage artistique ont lieu du 28 au 29 octobre au Prince's Skating Club de Londres et sont disputées par vingt-et-un participants dont sept femmes pour six nations. C'est la première fois que ce sport est pratiqué aux Jeux olympiques et l'une des deux seules fois à des Jeux d'été, l'autre édition s'étant déroulée à Anvers en 1920. Il faut attendre les Jeux de Paris en 1924 pour voir l'apparition des Jeux olympiques d'hiver et le décalage du patinage artistique vers ces Jeux. Les patineurs se sont entraînés dans des conditions qui paraîtraient inimaginables pour des Jeux olympiques ; ils devaient, après quelques heures d'entrainement, laisser la patinoire aux visiteurs lambdas. L'épreuve des figures spéciales n'est apparue qu'une seule fois aux Jeux olympiques parce qu'elle est très compliquée à mettre en place.
Les trois médailles de l'épreuve des messieurs ont été remportées par trois suédois parmi lesquels Ulrich Salchow, les seules que la Suède remportera au patinage artistique. Pour l'épreuve des figures spéciales messieurs, c'est le russe Nikolai Panin qui remporte l'or suivi de deux anglais, Arthur Cumming et Geoffrey Hall-Say.
Pour l'épreuve des dames, l'anglaise Madge Syers remporte l'or aisément devant l'allemande Elsa Rendschmidt et l'anglaise Dorothy Greenhough-Smith. Madge Syers était d'une justesse incroyable aux épreuves de patinage.
Concernant l'épreuve des couples, c'est le couple allemand qui remporte l'or suivi de deux couples anglais remportant l'argent et le bronze. Madge Syers était également présente à l'épreuve du couple avec Edgar.
Le patineur Horatio Torrome est le seul argentin à avoir participé au patinage artistique, tous les Jeux olympiques confondus.

#### Plongeon
Les deux épreuves de plongeon ont lieu à Londres et sont disputées par 39 participants pour 9 nations. Des démonstrations de plongeon féminin ont lieu au même moment.
Les Allemands et les Suédois dominent le classement en terminant exæquo au classement des médailles avec une médaille de chaque pour les deux nations ; les États-Unis terminent quant à eux à la troisième place.
Pour l'épreuve du tremplin à trois mètres, ce sont les Allemands qui se distinguent, terminant presque toujours premiers et seconds des poules de demi-finale. On retrouve ainsi pour la finale, dans le classement, Albert Zürner, Kurt Behrens et, pour la troisième place exæquo, l'américain George Gaidzik et l'allemand Gottlob Walz.
En ce qui concerne la deuxième épreuve, celle de la plateforme à dix mètres, ce sont les Suédois qui dominent, remportant les quatre premières places du tableau de la finale, la dernière place étant attribuée à l'Américain George Gaidzik. Les trois premiers sont, dans l'ordre, Hjalmar Johansson, Karl Malmström et Arvid Spangberg.

#### Polo
L'épreuve de polo a lieu à Londres et est disputée par trois équipes de deux nations. Les deux équipes anglaises sont la Hurlingham et la Roehampton tandis qu'une équipe irlandaise leur fait face. L'équipe d'Hurlingham et l'équipe irlandaise ayant le même score, ils se partagent la médaille d'argent, l'équipe de Roehampton décroche l'or. Pour cette raison, la médaille de bronze n'est pas décernée.

#### Rugby à XV
L'épreuve de rugby à XV a lieu le 26 octobre dans le White City Stadium de Londres et est disputée par deux nations. L'Australasie et le Royaume-Uni se disputent alors la médaille en or et en argent ; c'est avec un score mené à 32 face à 3 que l'Australasie remporte le match et la médaille en or.

#### Tennis
Les six épreuves de tennis ont lieu du 6 au 11 mai et du 6 au 11 juillet au Queen's Club et au stade de Wimbledon. C'est la première fois qu'il y a deux tournois.
Pour le tournoi sur courts couverts, les anglais décrochent les trois médailles en or et en argent, et une en bronze pour le simple messieurs tandis que les Suédois remportent les trois dernières médailles en bronze. Neuf femmes participèrent au tournoi, sept britanniques et deux suédoises. Eastlake-Smith décroche une médaille en or et devient ainsi la deuxième championne olympique au tennis après Charlotte Cooper aux Jeux de 1900.

L'Allemand Otto Froitzheim fait face à onze anglais qui remportent onze médailles pour le tournoi extérieur ; il termine à la seconde place du simple messieurs. Le tournoi sur gazon fut une première olympique à Wimbledon et le terrain du château a dû attendre les Jeux de 2012 avant de recevoir de nouveau des joueurs olympiques. Treize femmes, une française, deux hongroises, trois autrichiennes et sept britanniques, ont participé au tournoi. Pour le tournoi masculin, c'est le major Ritchie qui faisait sensation auprès du public. Ritchie est battu au double messieurs avec James Cecil Parke face à Reginald Doherty et George Hillyard.

Ritchie aux Jeux de Londres
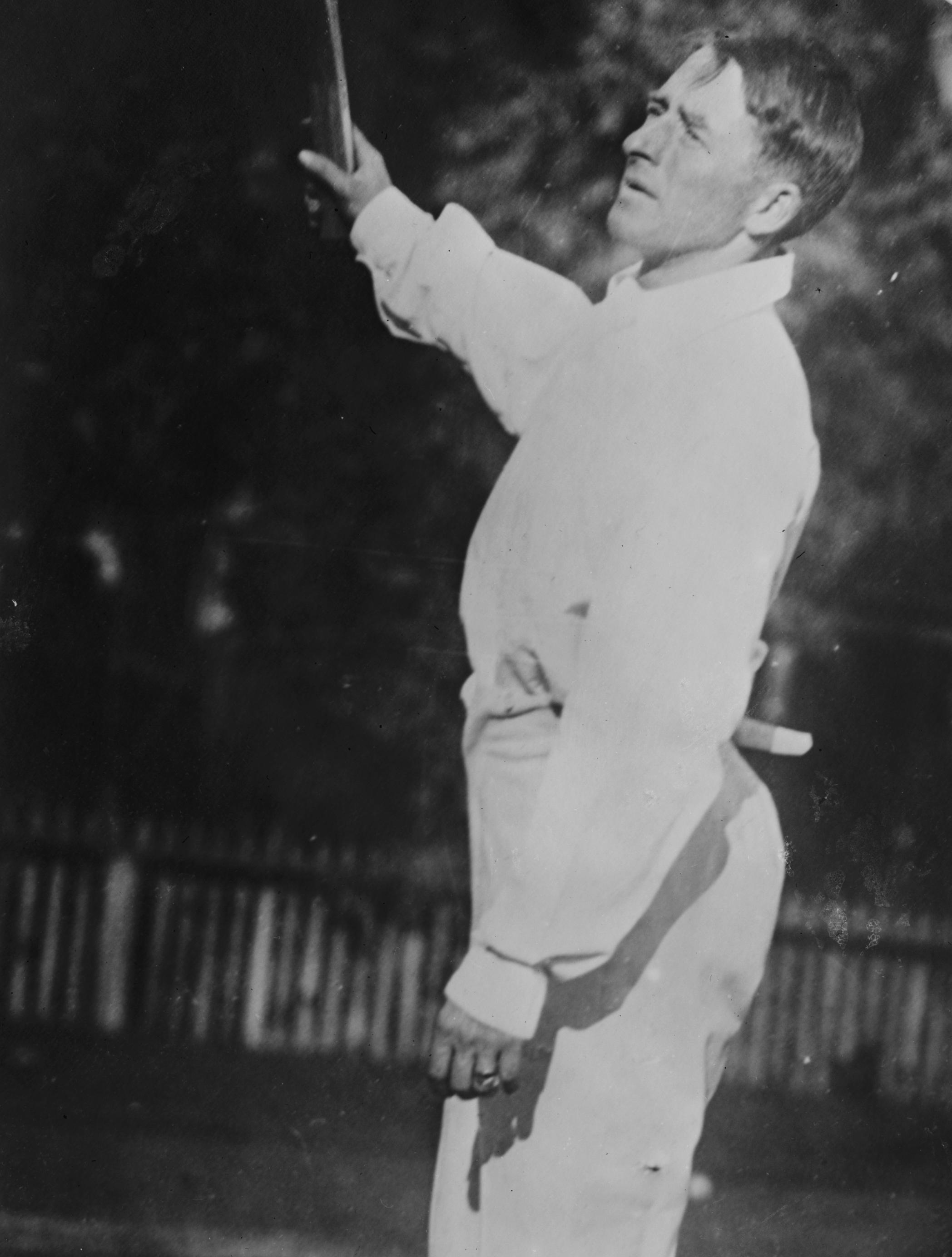
Le major Ritchie aux Jeux de Londres.
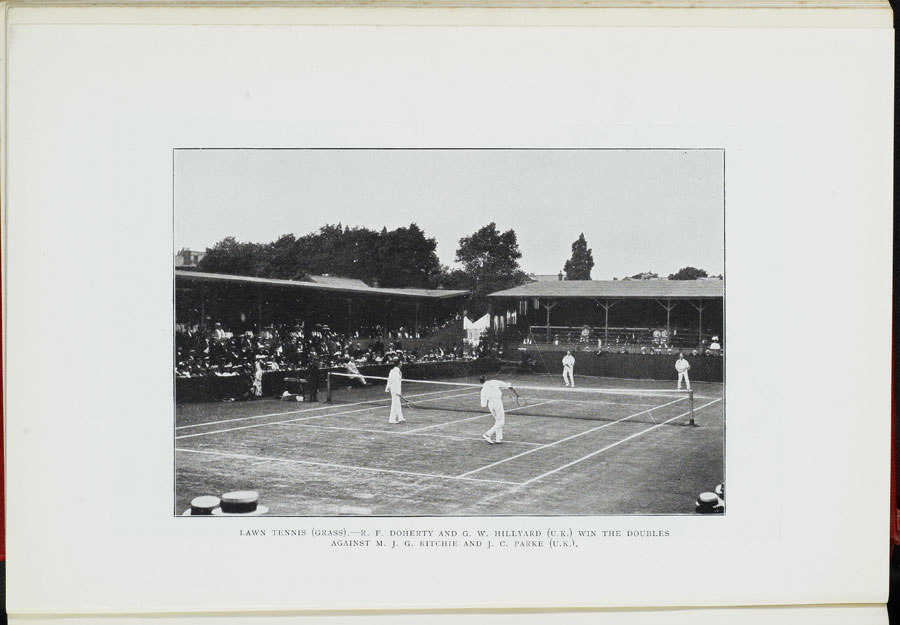
Doherty et Gillyard face à Ritchie et Parke au double messieurs. Doherty et Gillyard remporteront l'épreuve.

#### Tir
Les 15 épreuves de tir ont lieu du 8 au 12 juillet à plusieurs endroits d'Angleterre. Deux disciplines sont présentes, le tir au pistolet avec trois épreuves et le tir à la carabine, dit aussi le rifle, avec douze épreuves. Ce sont 44 médailles qui furent données, la Grande-Bretagne en a reçu 21 dont 6 en or, suivie par les États-Unis avec six médailles et trois en or, et la Suède avec cinq médailles dont deux en or.
Aux épreuves de pistolet, ce sont les belges, avec Paul van Asbroieck, Réginald Storms et l'équipe de Belgique, qui décrochent le plus de médailles, une en or et deux en argent. Les Américains, les Canadiens et les Anglais remportent chacun deux médailles ; une en or et une en bronze pour les Américains, une en or et une en argent pour les Canadiens, et enfin deux en bronze pour les Anglais.
Pour les épreuves du 25 yards petite carabine, cible mobile, du 25 yards petite carabine, cible mouvante et du 50 mètres rifle couché en 60 coups, les neuf médailles sont remportées par des anglais. Les Américains, les Suédois et les Norvégiens arrivent à décrocher plusieurs médailles dans les différentes épreuves. Par exemple, les Norvégiens Albert Helgerud et Olaf Saether remportent l'or et le bronze pour le 300 mètres rifle libre en trois positions.
Le Suédois Oscar Swahn remporte les médailles d'or des épreuves du tir sur cerf courant, coup simple en individuel et par équipes, une médaille de bronze dans l'épreuve du tir sur cerf courant, coup double. Anecdote originale dans l'histoire des Jeux : le fils d'Oscar Swahn, Alfred, fait également partie de l'équipe suédoise du tir sur cerf courant coup simple et remporte, avec son père, la médaille d'or.

#### Tir à l'arc
Les trois épreuves de tir à l'arc ont lieu à Londres et sont disputées par 57 participants pour trois nations ; le Royaume-Uni, la France et les États-Unis. La France domine l'épreuve du Continental Round 50 mètres en décrochant les trois médailles tandis que les Anglais excellent au Double National Round 60 et 50 yards en décrochant eux aussi les trois médailles. L'Américain Henry Barber Richardson, quant à lui, décroche la seule médaille, une de bronze, des États-Unis au tir à l'arc.

#### Tir à la corde
L'épreuve du tir à la corde a lieu à Londres et est disputée par cinq équipes : trois anglaises, une américaine et une suédoise. Ce sont les trois équipes anglaises qui remportent les trois médailles.
Le tir à la corde est marqué par l'une des multiples protestations de la délégation américaine. Le règlement stipulant que des chaussures « ordinaires », sans crampon, devaient être portées, l'équipe américaine est humiliée dès sa rencontre avec l'équipe de la police de Liverpool qui la fait voler directement par-dessus la ligne. Les Américains se rendent alors compte que leurs adversaires portent de solides bottes et protestent. Il leur est répondu qu'il s'agit ici de bottes de police tout à fait ordinaires. Les Liverpuldiens proposent de faire l'épreuve en trois manches mais les Américains avaient déjà quitté le stade, furieux.

#### Voile
Les quatre épreuves de voile ont lieu du 27 juillet au 12 août sur les sites maritimes de Solent et Firth of Clyde et sont disputées par 64 participants de quatre nations.
Les quatre épreuves sont disputées en fonction des quatre types de voiliers olympiques. Le Royaume-Uni remporte six médailles dont quatre en or, la Suède et la Belgique remportent chacun une médaille d'argent alors que la France ne décroche qu'une médaille de bronze.

#### Water-polo
L'épreuve de water-polo a lieu du 15 au 22 juillet à Londres et est disputée par six équipes nationales : une belge, une britannique, une néerlandaise, une suédoise, une hongroise et une autrichienne. En demi-finales, la Belgique l'emporte 8 à 4 face à la Suède tandis que la Grande-Bretagne l'emporte face à l'Autriche qui déclare forfait. En final, l'équipe belge perd le match 2 à 9 face à la Grande-Bretagne. L'équipe belge est l'équipe ayant marqué le plus, avec 18 buts inscrits contre 9 buts pour la Grande-Bretagne, mais est aussi l'équipe ayant encaissé le plus de buts, 14, contre 2 seulement pour l'équipe britannique.

### Tableau des médailles
Dix-neuf des vingt-deux nations participantes gagnent au moins une médaille. La Grande-Bretagne se classe première avec 146 médailles dont 56 en or principalement gagnées en athlétisme, en aviron, en boxe, aux jeux de raquettes, en lutte libre, en tennis et en voile. Les États-Unis sont deuxièmes avec 47 médailles dont 23 en or et la Suède se classe au troisième rang avec 25 médailles dont 8 en or. Le Canada gagne 16 médailles dont 10 en bronze.
| Rang | Nation                      | Médaille d'or, Jeux olympiques | Médaille d'argent, Jeux olympiques | Médaille de bronze, Jeux olympiques | Total |
| ---- | --------------------------- | ------------------------------ | ---------------------------------- | ----------------------------------- | ----- |
| 1    | Grande-Bretagne (pays hôte) | 56                             | 51                                 | 39                                  | 146   |
| 2    | États-Unis                  | 23                             | 12                                 | 12                                  | 47    |
| 3    | Suède                       | 8                              | 6                                  | 11                                  | 25    |
| 4    | France                      | 5                              | 5                                  | 9                                   | 19    |
| 5    | Allemagne                   | 3                              | 5                                  | 5                                   | 13    |
| 6    | Hongrie                     | 3                              | 4                                  | 2                                   | 9     |
| 7    | Canada                      | 3                              | 3                                  | 10                                  | 16    |
| 8    | Norvège                     | 2                              | 3                                  | 3                                   | 8     |
| 9    | Italie                      | 2                              | 2                                  | 0                                   | 4     |
| 10   | Belgique                    | 1                              | 5                                  | 2                                   | 8     |

### Sportifs les plus médaillés
Dans les multiples médaillés d'or, on retrouve avec trois médailles le nageur anglais Henry Taylor et l'athlète américain Melvin Sheppard. Dans les quatorze sportifs doublement médaillés, quatre sportifs sont athlètes. Les triplement médaillés sont, outre Taylor et Sheppard, le cycliste anglais Ben Jones avec deux médailles en or et une en argent, l'athlète américain Martin Sheridan avec deux en or et une en bronze, le tireur suédois Oscar Swahn avec deux en or et une en bronze, le tennisman anglais Josiah George Ritchie, avec une médaille de chaque et le tireur anglais Ted Ranken avec trois médailles en argent.
| Athlète         | Pays            | Sport      | Médaille d'or, Jeux olympiques | Médaille d'argent, Jeux olympiques | Médaille de bronze, Jeux olympiques | Total |
| Melvin Sheppard | États-Unis      | Athlétisme | 3                              | 0                                  | 0                                   | 3     |
| Henry Taylor    | Grande-Bretagne | Natation   | 3                              | 0                                  | 0                                   | 3     |
| Benjamin Jones  | Grande-Bretagne | Cyclisme   | 2                              | 1                                  | 0                                   | 3     |
| Martin Sheridan | États-Unis      | Athlétisme | 2                              | 0                                  | 1                                   | 3     |
| Oscar Swahn     | Suède           | Tir        | 2                              | 0                                  | 1                                   | 3     |